# Christian Lønstrup
Christian Lønstrup (født 4. april 1971) er en dansk tidligere fodboldspiller og nuværende cheftræner for klubben Hillerød Fodbold.

## Spillerkarriere
Han spillede 253 kampe som midtbanespiller for FC København, med hvem han vandt fire danmarksmesterskaber. Han spillede i en periode for den italienske klub Cagliari. Han spillede tre kampe og scorede ét mål for Danmarks U/21-fodboldlandshold i 1991.

## Trænerkarriere
Christian Lønstrup blev talenttræner i B93 og senere assistenttræner i både FC Helsingør og AB. Derudover arbejdede han også med spillerforeningen i projektet Arena Spartacus hvor han, sammen med tidligere og nuværende professionelle spillere, træner udsatte børn og unge rundt omkring i landet.
I december 2013 blev det offentliggjort, at Lønstrup var ny træner i FC Helsingør. Han skrev under på en toårig aftale, men forlængede den og fortsatte som træner indtil august 2018. Som træner i Helsingør medvirkede han til 2 oprykninger, hvor den ene for første gang i klubbens historie førte til en sæson (2017-2018) i Superligaen. Efter nedrykning i sommeren 2018 fortsatte han som træner indtil 23. august, hvor han valgte at fratræde på grund af uenigheder med ledelsen "om spillestil og trupsammensætning."